# Leif Carlsson (redaktör)
Leif Carlsson, född 6 augusti 1930 i Uddevalla, död 25 juli 2002 i Uppsala, var en svensk kultur- och ledarskribent.

## Biografi
Leif Carlsson studerade vid Uppsala universitet och var aktiv i högerpartiet sedan 1950‑talet. Han var nästan färdig med en doktorsavhandling när han i stället blev journalist i Stockholm. Han anställdes på Svenska Dagbladet 1962. Carlsson var chef för tidningens kulturredaktion 1969–1981, och var ledarskribent sedan 1962. Han hade fast tjänst till början av 1990‑talet och medarbetade sedan mot styckebetalning till 2000, då han inte fick förnyat kontrakt av nytillträdde chefredaktören Mats Johansson.

## Omdömen om Leif Carlssons betydelse som konservativ opinionsbildare
Leif Carlsson var en ledare inom Sveriges konservativa kulturliv. Han hade en särställning i en vänstertid i Kultursverige. Sveriges Radios OBS! Kulturkvarten skötte ofta, enligt Gunnel Törnander, sin avtalade opartiskhet ”genom att ringa Svenska Dagbladets dåvarande kulturchef Leif Carlsson, som snabbt kom och åstadkom balans i programmet”. Enligt Törnander lät Leif Carlsson ”bra i radio, var mycket kunnig och kunde snabbt tala in ett hörvärt inlägg. Vårt problem var att Leif Carlsson länge var ganska ensam i rollen.”
Enligt Håkan Hagwall kallade politiska motståndare Leif Carlsson ”från femtiotalet och i decennier framåt […] ’högerns enda intellektuelle’, ’något så sällsynt som en begåvad konservativ’, ’den enda i den svenska högern som kan uttrycka en tanke’ et cetera […]”. ”Leif blev”, menade Hagwall, ”under något årtionde högeralibit i mängder av studiosamtal och paneldebatter”. Enligt Mats Gellerfelt var han en tid ”hart när […] den ende borgerlige opinionsbildaren, i synnerhet inom kulturområdet, av betydelse”.
Dagens Nyheters Barbro Hedvall kallade honom en ”sann konservativ”. ”Det finns”, menade Hedvall, ”skribenter utan vilka en tidning inte kan tänkas. Leif Carlsson är en sådan. ’Tänk Svenska Dagbladet och du tänker Leif Carlsson.’”
Han hade partipolitisk erfarenhet, och hade som ledarskribent ett brett politiskt ämnesval. Hans stil var omisskännlig; även osignerade ledarartiklar uppfattades av läsarna som typiska Leif Carlsson‑artiklar. Enligt Svenska Dagbladets förre chefredaktör Gustaf von Platen var han och Olof Lagercrantz den svenska ”pressens två mest lysande stilister”. Han var enligt Dagens Nyheter ”en av den svenska tidningsvärldens stora stilister och företrädare för en bildningsvärld som inte längre är gångbar ens i Sv[enska ]D[agbladet]”. Leif Carlssons bildningsvärld var djupa kunskaper i Europas kristna kulturarv; han forskade i Sveriges latinskspråkiga disputationslitteratur men övergick till journalistik när doktorsavhandlingen förelåg i korrektur.
Leif Carlsson var major i flygvapnets reserv.

## Priser och utmärkelser
- Förste mottagare av Moderata samlingspartiets kulturpris 1978